# Casa di Dante

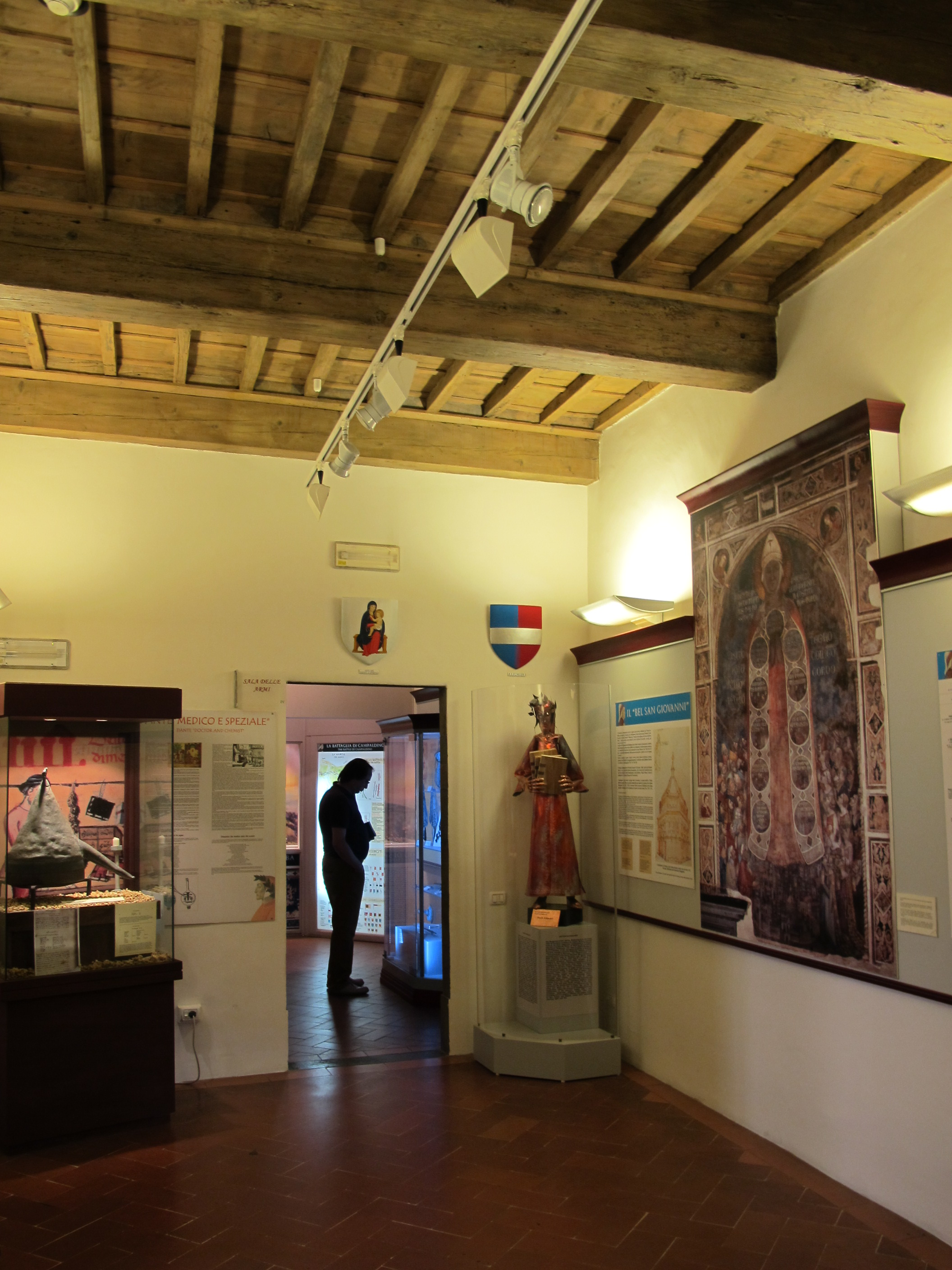
Una sala

Il Museo della casa di Dante si trova in una delle parti più antiche del centro storico di Firenze, in via Santa Margherita.

## Storia
Dante stesso scrisse di essere nato all'ombra della Badia Fiorentina sotto la parrocchia di San Martino, anche se non è certo che l'edificio sia esattamente quello dove oggi è ospitato il museo. La vicinissima chiesa di Santa Margherita de' Cerchi è il luogo dove il poeta avrebbe incontrato per la prima volta Beatrice Portinari.
L'attuale museo incorpora alcune case medievali, come una delle due torri dei Giuochi, quella situata in via Santa Margherita al n.1. La famiglia dei Giuochi era vicina di casa degli Alighieri e si estinse intorno al 1300 con Cesare di Gherardo. La casa degli Alighieri originale viene in genere indicata (senza però avere la certezza) come un edificio distrutto che sorgeva in piazza San Martino, davanti alla Torre della Castagna, dove oggi c'è la Società di Belle Arti-Circolo degli Artisti e il ristorante il Pennello. 
La casa torre del museo deve il suo aspetto medievale ad un restauro del 1911 a cura dell'architetto Giuseppe Castellucci, al termine del quale fu aperto il museo odierno.

## Descrizione
La torre presenta il tipico filaretto in pietra, ha alcuni erri a "becco di cicogna" e le caratteristiche buche pontaie. Su un lato, sopra una mensoletta, è stato collocato un busto bronzeo di Dante, opera di Augusto Rivalta.
Sulla piazzetta antistante la casa vi è il piccolo pozzo, non originale. Non lontano dalla vera da pozzo, su una lastra del pavimento, si trova un curioso profilo di Dante sbozzato da mano ignota.

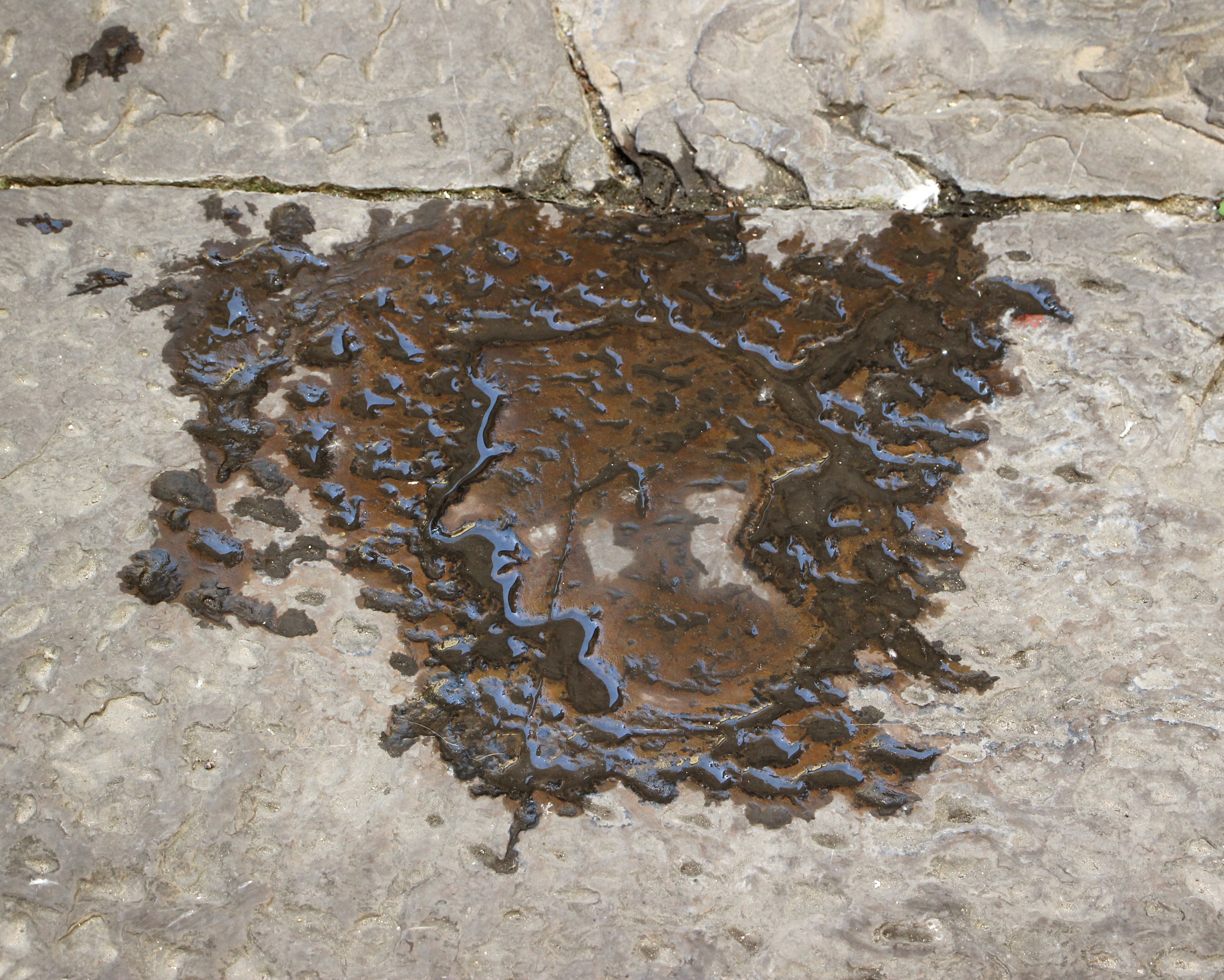
Profilo di Dante scolpito su una lastra nel pavimento della piazzetta davanti alla torre

## Il museo
Il Museo Casa di Dante, dal 24 giugno 2020, ha un nuovo allestimento tecnologico e multimediale, che consente di scoprire in modo più coinvolgente e interattivo la vita e l’opera di uno dei più grandi personaggi della letteratura italiana e mondiale: Dante Alighieri.
All’interno della sua casa il visitatore incontrerà Dante uomo, Dante soldato, Dante politico, Dante Poeta e la sua Firenze. Un viaggio multisensoriale guidati dalle più avanzate tecnologie come stanze immersive, video mapping e realtà virtuale, per conoscere Dante, padre della lingua italiana e autore della Divina Commedia. Acme del percorso di visita è la Sala 7, dove è allestito uno spettacolo immersivo “L’Amor che move il sole e l’altre stelle” che, attraverso suggestioni visive e sonore, permette di affiancare Dante nel suo viaggio ultraterreno. Il visitatore potrà percorrere tutto il viaggio dantesco attraverso Inferno, Purgatorio e Paradiso, accompagnato dalla voce del noto attore e doppiatore Francesco Pannofino che legge i versi originali della Commedia.

## L'altra torre dei Giuochi
Una seconda Torre della famiglia dei Giuochi si trova in via Santa Margherita davanti alla chiesa di Santa Margherita de' Cerchi, ed è appena distinguibile nella cortina di edifici, perché intonacata ai piani superiori. Solo al piano terreno presenta ancora il tradizionale rivestimento in pietra e un grande arco in parte tamponato.

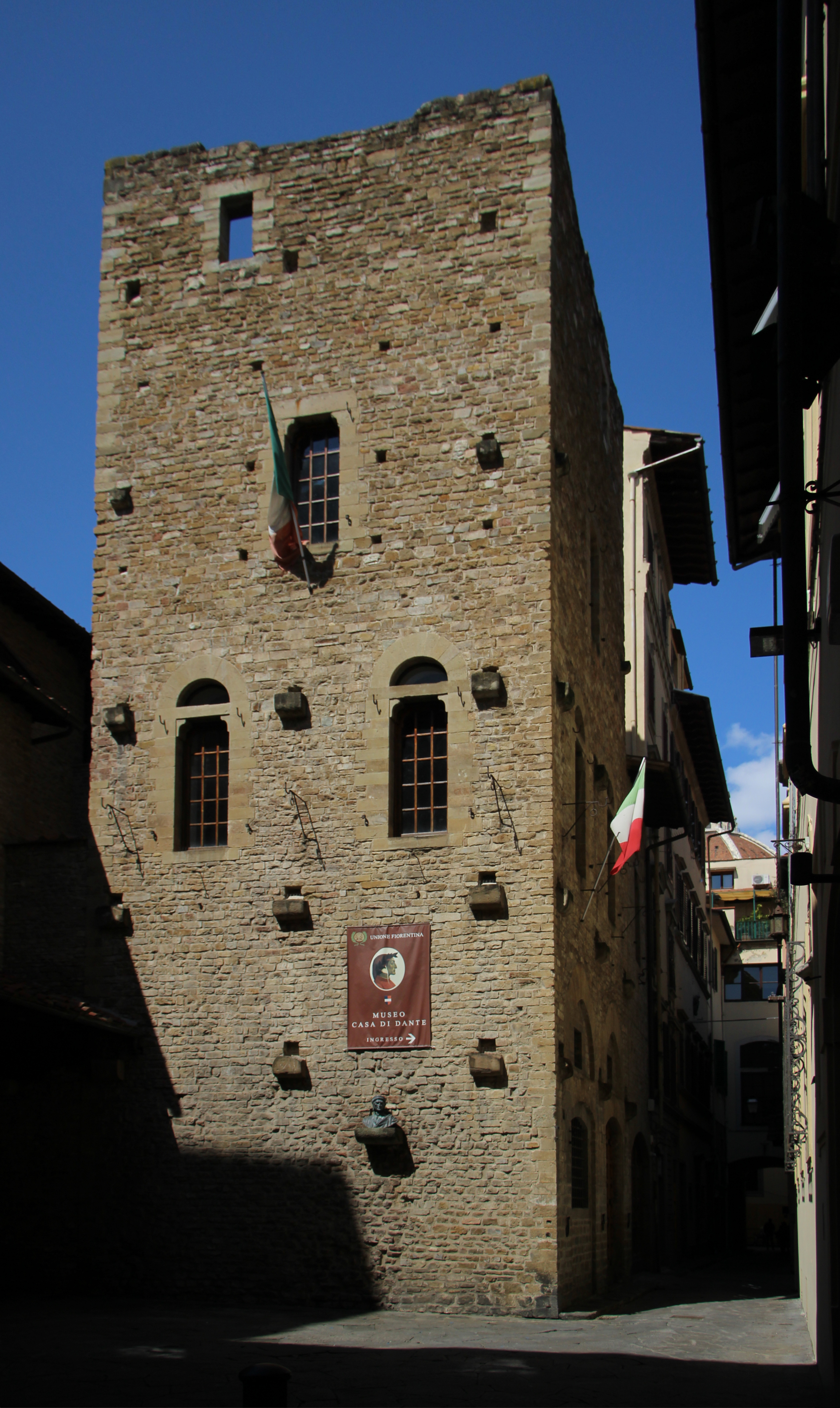
La Torre dei Giuochi
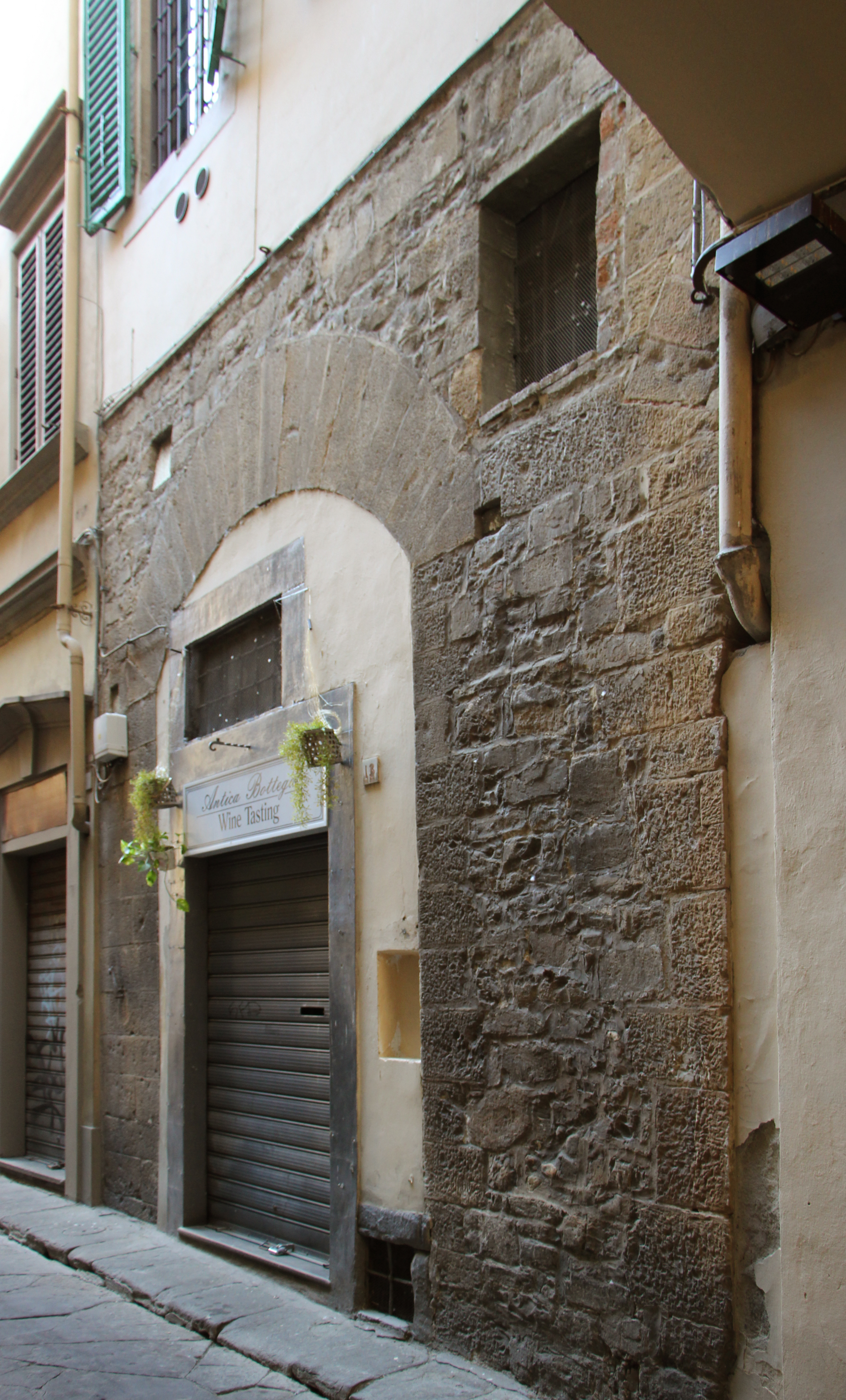
La seconda Torre dei Giuochi

## Mostre artistiche e presentazioni letterarie
La Società delle belle arti e il Circolo degli artisti svolgono una intensa attività di presentazioni artistiche e letterarie nelle sale inferiori della Casa di Dante.
Nel 2015 è stata presentata l'Antologia poetica Poeti in bici, con relatori Giancarlo Bianchi, Lilly Brogi e Silvia Ranzi.